# K (anime)
Pour les articles homonymes, voir K.
K, également intitulé K Project, est une série télévisée d'animation japonaise produite par le studio GoHands. Elle est réalisée par Shingo Suzuki et a été diffusée sur la chaine MBS du 5 octobre au 28 décembre 2012. La série est diffusée en version originale sous titrée par Kazé. Un film d'animation intitulé K: Missing Kings est sorti le 12 juillet 2014. Une seconde saison, K: Return of Kings, est diffusée entre octobre et décembre 2015. Six films d'animation, regroupés sous le nom K: Seven Stories, seront diffusés entre juillet et décembre 2018.
Plusieurs mangas sont également publiés par Kōdansha : le premier, nommé K: Memory of Red et servant de préquelle à l'anime, est dessiné par Yui Kuroe et publié entre mai 2012 et juillet 2013 dans le magazine shōjo Aria. Une autre préquelle est sortie en novembre 2012 sous le titre K: Stray Dog Story, et un troisième manga, intitulé K: Days of Blue, est publié entre octobre 2013 et juillet 2014. Deux autres séries sont publiées dans le magazine Monthly GFantasy de l'éditeur Square Enix.
De plus, quatre light novels, intitulés K Side: Blue, K Side: Red, K Side: Black & White et K -Lost Small World-, sont sortis respectivement en octobre 2012, novembre 2012, mai 2013 et avril 2014.

## Synopsis
Dans le Japon où sont implantés différents clans aux pouvoirs particuliers, l'équilibre et l'entente entre ces derniers est très fragile. C'est dans ce climat délicat que survient le meurtre de l'un des membres du clan Rouge, réputé pour être le clan le plus violent. Yashiro Isana, surnommé Shirô, est un étudiant plutôt banal. Bien qu'il n'a pas d'ami proche, il est très populaire sur le campus de Ashinaka High School, où il étudie. Mais cette tranquillité n'est que de courte durée. Alors qu'il a été envoyé faire une course dans Tôkyô par une de ses camarades de classe, Shirô se retrouve ciblé par le clan Rouge qui semble vouloir sa peau. Et ce ne sont visiblement pas les seuls. Shirô ne comprend pas ce qu'il lui arrive jusqu'à ce qu'une étrange vidéo soit diffusée. Une vidéo où on le voit assassiner un membre du Clan Rouge, avant de se donner le titre de Roi Incolore.

## Personnages
- Yashiro Isana (伊佐那 社, Isana Yashiro?) : Surnommé Shiro par ses camarades, il possède la particularité de venir en cours sans aucun repas et profite, de ce fait, de se servir un peu dans tous ceux de sa classe. Alors qu'il fait tranquillement les courses en ville, il se fait soudainement attaquer par Yata, puis Kuro. Ne comprenant pas pourquoi, il réalise ensuite qu'il est recherché partout pour un meurtre et qu'une vidéo diffusée le reconnaît en tant que meurtrier. Poursuivi par Kuroh, il tente par tous les moyens de lui prouver son innocence avec l'aide de Neko.
- Kuro Yatogami (夜刀神 狗朗, Yatogami Kuro?) : Surnommé le « Chien Noir » par les clans, c'est un puissant épéiste dont le maitre - à présent décédé - l'a chargé de trouver le nouveau « Roi Sans Couleur » afin de savoir s'il doit être éliminé. Pensant qu'il s'agit de Shiro, il l'attaque soudainement dans la rue après avoir vu la vidéo qui le montre en train de tuer quelqu'un. Du fait des protestations de Shiro qui clame son innocence, il accepte de rester avec lui quelques jours afin de savoir s'il est effectivement coupable. Il va alors le protéger d'HOMRA (clan rouge) et Scepter 4, venus pour l'arrêter.
- Neko (ネコ, Neko?) : Neko est une souche, une forme élevée de pouvoir, et à la particularité d'apparaître pour la première fois nue, dans la chambre de Shiro. Comme son nom l'indique, elle prend souvent la forme d'un chat et elle se considère comme l'animal attitré de Shiro, qu'elle adore.
- Mikoto Suoh (周防 尊, Suō Mikoto?) : Roi du clan Rouge nommé HOMRA, il est 3e dans la hiérarchie des rois des clans.  Il est aimé de tous ses « sujets » - et tient d'ailleurs à eux - et possède la force de pouvoir qui caractérise son clan. Malheureusement, son pouvoir arrive au terme de sa limite et il peut, à tout instant, faire exploser son Épée de Damoclès - source de puissance de son clan.
- Izumo Kusanagi (草薙 出雲, Kusanagi Izumo?): Bras droit de Mikoto - qu'il connaît depuis longtemps - il est également le chef de clan lorsque le premier est indisponible. Il possède un bar qu'il adore et qui sert de quartier général. Il est également le cerveau derrière toutes les opérations d'HOMRA. Il est natif de Kyoto - dont il parle le dialecte - et s'exprime très bien en anglais.
- Misaki Yata (八田 美咲, Yata Misaki?) (Surnom : Yata le corbeau

) : Dirigeant de l'équipe de première division d'HOMRA, il est très attaché à Mikoto, qu'il respecte. Il a le sang-chaud et ne perd jamais une occasion de se battre à l'aide de son skate-board, qu'il utilise comme une arme. Il déteste être appelé par son prénom, qu'il trouve trop féminin, et complexe par rapport à sa petite taille.
- Reisi Munakata (宗像 礼司, Munakata Reishi?) : Roi du clan Bleu nommé Scepter 4, il est 4e dans la hiérarchie des rois des clans. Il est très calme, fort et intelligent mais calculateur. Malgré leur rivalité, il est extrêmement inquiet du sort qui attend Mikoto. Il est caractérisé par son port de lunettes.
- Seri Awashima (淡島 世理, Awashima Seri?): Bras droit de Munakata, elle prend garde à sa sécurité et dirige  les autres membres avec fermeté. C'est également la seule femme du clan Bleu.  Elle montre une loyauté sans borne envers Munakata et respecte ainsi scrupuleusement ses ordres.
- Saruhiko Fushimi (伏見 猿比古, Fushimi Saruhiko?) : Troisième au commandement de Scepter 4, il est le plus sadique et fourbe du clan. Il est cependant très paresseux, bien qu'intelligent, et ne fait que ce qui l'intéresse - qui est, en général, de se battre. Il est un ancien membre d'HOMRA qu'il a trahi et ne perd jamais une occasion de se battre avec Yata, qui le hait et qui était son meilleur ami à l'époque. Par cette particularité de changement de clan, il possède la double aura, ce qui est très rare.
- Tatara Totsuka (十束 多々良, Totsuka Tatara?) :  Membre d'HOMRA, il est celui par qui tout commence. Alors qu'il se baladait sur le toit d'un immeuble pour filmer la belle nuit, il est violemment assassiné par quelqu'un se réclamant être le « Septième Roi ». Bien que tué avant le début de l'anime, sa présence déclenche  pourtant le déroulement des événements et marque profondément tous les personnages.

## Anime
La production de l'anime K est annoncée en mars 2012 Un premier trailer est posté début avril 2012. L'anime est diffusé pour la première fois du 5 octobre au 28 décembre 2012 sur la chaine japonaise TBS. Le thème d'ouverture, intitulé KINGS, est interprété par angela. Le thème de fin, intitulé Tsumetai Heya, Hitori, est interprété par Mikako Komatsu. La série est diffusée en streaming en version originale sous titrée par Kazé sur la plateforme Anime Digital Network.
À la suite du dernier épisode, une suite à la série télévisée K est annoncée. La suite est proposée sous forme d'un film d'animation. Un premier teaser du film est dévoilé en avril 2014. Outre l'affiche officielle et le nom K: Missing Kings révélé, le studio a annoncé que l'ending est interprété par angela. Le film sort le 12 juillet 2014 dans les cinémas japonais. Une diffusion spéciale préparée en collaboration avec la chaîne de télévision française Nolife est proposée lors de Japan Expo 2014.
Une suite est annoncée en octobre 2014. Celle-ci est une seconde série d'animation. Intitulée K: Return of Kings, elle est diffusée à partir du 2 octobre 2015 au Japon et en simulcast sur Anime Digital Network dans les pays francophones.
Une série de six films regroupés sous le titre K: Seven Stories est annoncée en avril 2017. Les films seront diffusés du 7 juillet au 1er décembre 2018. Les cinq premiers adaptent différents mangas et light novels de la série, tandis que le sixième propose une nouvelle histoire.

### Doublage
| Personnages      | Voix japonaises  |
| ---------------- | ---------------- |
| Yashiro Isana    | Daisuke Namikawa |
| Kuroh Yatogami   | Daisuke Ono      |
| Neko             | Mikako Komatsu   |
| Mikoto Suoh      | Kenjiro Tsuda    |
| Izumo Kusanagi   | Takahiro Sakurai |
| Misaki Yata      | Jun Fukuyama     |
| Reisi Munakata   | Tomokazu Sugita  |
| Seri Awashima    | Miyuki Sawashiro |
| Saruhiko Fushimi | Mamoru Miyano    |
| Tatara Totsuka   | Yūki Kaji        |

## Manga
À la suite, ou précédemment à l'anime, plusieurs mangas sont commercialisés et sont chacun centrés sur un clan en particulier.
- K: Memory of Red, écrit par GoRA et dessiné par Yui Kuroe, est publié entre le 28 mai 2012 et le 27 juillet 2013 dans le magazine shōjo Aria[17]. Préquelle de la série, ce manga de trois tomes se concentre sur le passé de HOMRA, clan de Mikoto Suoh, roi Rouge[18].
- Par la suite, une autre préquelle d'un tome est sortie en novembre de la même année sous le titre de K: Stray Dog Story et se concentre sur le passé de Kuroh Yatogami.
- Un troisième manga, intitulé K: Days of Blue, a été annoncé à la fin de Memory of Red. Il est publié entre 28 octobre 2013 et le 28 juillet 2014[19]. et est centré sur le quotidien du clan Scepter 4, dirigé par Reisi Munakata, roi Bleu[20].
- Un quatrième manga, intitulé K: The First et écrit et dessiné par Rin Kimura et Hideyuki Furuhashi, est publié depuis le 18 décembre 2013 dans le magazine Monthly GFantasy[21].
- Un cinquième manga, intitulé Gakuen K et écrit et dessiné par Jiro Suzuki et Suzu Suzuki, est publié depuis le 18 janvier 2014 dans le magazine Monthly GFantasy[21].
- Un sixième manga, intitulé K -Lost Small World- et dessiné par Yoru Ōkita, est publié depuis le 13 juin 2014 dans le magazine Hatsu Kiss. Le manga adapte le light novel de même nom et raconte l'histoire de Misaki Yata et Saruhiko Fushimi[22].
- Un septième manga, intitulé K: Countdown, raconte la suite des événements décrits dans K: The First.
- Un huitième manga, intitulé K: Dog and Cat, se déroule entre la première saison et le film Missing Kings. Il est publié entre mai et novembre 2015.
- Un neuvième manga, intitulé K: Dream of Green, est publié à partir d'octobre 2015.

Le film d'animation et la seconde série télévisée ont également été adaptés en mangas,.

### K: Memory of Red
Dans la ville de Shizume, Mikoto Suoh est le Roi Rouge et est reconnu comme le plus violent des sept. Son clan se nomme HOMRA et est essentiellement constitué de combattants. Quiconque passe le « test » avec succès intègre le clan. Leurs membres forment une véritable famille, possédant de forts liens, ce qui fait que personne n'est jamais seul. Et personne n'est blessé dans un combat sans avoir infligé la même chose à l'adversaire.
| no | Japonais        | Japonais          |
| no | Date de sortie  | ISBN              |
| -- | --------------- | ----------------- |
| 1  | 12 octobre 2012 | 978-4-06-380596-3 |
| 2  | 13 mars 2013    | 978-4-06-380620-5 |
| 3  | 7 octobre 2013  | 978-4-06-380652-6 |

### K: Stray Dog Story
| no | Japonais       | Japonais          |
| no | Date de sortie | ISBN              |
| -- | -------------- | ----------------- |
| 1  | 5 avril 2013   | 978-4-06-387883-7 |

### K: Days of Blue
| no | Japonais       | Japonais          |
| no | Date de sortie | ISBN              |
| -- | -------------- | ----------------- |
| 1  | 7 avril 2014   | 978-4-06-380687-8 |

## Light novels
En plus des mangas, des light novels sont également sortis et sont chacun centrés sur un clan en particulier.
- K Side: Blue, écrit par Hideyuki Furuhashi (GoRA) et illustré par Shingo Suzuki (GoHands), est sorti le 18 octobre 2012[25]. Il se concentre sur le clan Scepter 4 et les événements qui ont mené Munakata à devenir le roi Bleu.
- K Side: Red, écrit par Rei Rairaku (GoRA) et illustré par Shingo Suzuki (GoHands), est sorti le 15 novembre 2012[26]. Il se concentre sur HOMRA, sa création et ses membres du temps où ils étaient tous réunis.
- K Side: Black & White est sorti le 20 mai 2013[27]. Il se concentre sur le trio que forment Shiro, Neko et Kuroh et dévoile le passé de chacun.
- K -Lost Small World- est sorti le 1er avril 2014[28].